# Desmerice
Desmerice – wieś w Chorwacji, w żupanii karlowackiej, w mieście Ogulin. W 2011 roku liczyła 262 mieszkańców.